# 28週後
《28週後》（英語：28 Weeks Later）是一部於2007年上映的恐怖片，由尊·卡路斯·費拿迪奧執導，為丹尼·波爾導演的2002年電影《28日後》之續集。本片在2007年5月11日於美國及英國上映。

## 劇情
影片從一罐蕃茄醬罐頭的晚餐開始。
外界，僵尸病毒正在肆虐，唐和他的妻子愛麗絲与另外一对情侣及一个男人躲在一对年老夫妻的农村房舍里。五天前，女孩的男友离开房子後，便再也没有回来。他们正在准备用餐，突然一个小男孩前來敲门，六個人起初不敢开门，因为怕染上狂暴病毒的僵尸袭击，后来出于同情，還是將门給打开，救下了男孩。但隨之而來的一群僵尸利用空隙闯了进来，並攻擊這些在屋內僅存的生還者。
愛麗絲與小孩被殭屍們追趕無路可逃，唐也無能為力，無法救出愛麗絲與小孩，此刻的他也受到大批殭屍的追趕，自身難保的唐只得拼命的往前奔跑，最後乘坐一艘快艇逃跑，成为唯一的幸存者。
病毒爆发15天后，英伦全岛被隔离。28天后，英伦全岛被僵尸病毒摧毁。5周后，被感染者因饥饿而死亡。11周后，美国领导北约军队进驻伦敦。18周后，官方宣布英伦全岛无感染者。而28周以后，英國的重建工作，由此開始。
美国领导的北约组织把感染爆發前身處國外的英國人送回英国的管制居住区“第一区（道格斯岛）”。第一区的首席医疗官史考莉少校发现这些人口中包括两个孩子，譚美和安迪，他们是唐和愛麗絲的孩子，在疾病暴发的那段时间在西班牙參加學校旅行。
12岁的安迪是現在英国年龄最小的人，在接下来的体检中，安迪的虹膜异色症被发现，这是由他的母亲遗传下来的。安迪和譚美随即搬进了第一区，那是一个戒备森严的住宅区。在住宅区的卫队中有一个名叫道爾的狙擊手，和一个直升机侦察员佛林。两个孩子找到了他们的父亲唐，他现在是这个区的管理者。唐告诉别人说他看到愛麗絲是被僵尸杀死的，但其实他不想让别人知曉他曾撇下妻子、為了自己一人逃命而撒谎。
第二天，那两个孩子潛回了以前的家，卻意外发现愛麗絲还活着，隨後兩人遭到美国军方拘捕，愛麗絲要接受净化和觀察。验血证明她已经受到狂暴病毒的感染，而她還是个带原者，因为她的眼睛是红色的，但沒有出現狂暴症狀。虽然史考莉想治疗愛麗絲，但遭到了史東將軍的阻止，史東想杀死愛麗絲以绝后患。
唐来看守室看他的孩子，在那里他遭到了孩子们的指责。唐良心有愧，于是去找愛麗絲，但是在接吻的时候感染上了狂暴病毒。唐殺死了愛麗絲及幾名哨兵，军队立刻開始戒严，所有的市民被集中在安全的房间，但唐闯了进去感染其他人。雖然史考莉成功地营救了譚美，但是安迪走失了。道爾和其他士兵开始執行戒嚴任務，开始只是针对那些被感染者，后来事态扩大，不論是否感染病毒一律予以射殺。
安迪最終被人指引逃進一家商店，找到了譚美。道爾无法控制局势，於是只好選擇和史考莉帶領安迪和譚美等一群人逃離。佛林聯繫了道爾，表示史東已經命令戰機投放燃烧弹，杀死所有的人。道爾一隊人穿過河底隧道逃離第一區，但是大批感染者，包括唐，也逃脱了轰炸。隨後新的命令再次下達，授權軍隊使用化學武器消滅所有活物。
史考莉来到摄政公园和佛林的直升机会合，她告诉道爾医治传染病的关键在于安迪，因为他可能有他妈妈一样的免疫能力。佛林开直升机来接道爾，但是拒绝其他人。突然一个生還者冲了过来缠住直升機，佛林不斷將这个生還者企圖赶下，并且用直升机的螺旋桨杀死了一群僵尸。他告诉道爾去温布利球场，道爾便帶領僅剩的史考莉和譚美姐弟走進倫敦市區街頭，但此時毒氣開始擴散，四人躲進一輛車內躲避毒氣和僵尸。車子無法啟動，道爾走出車外推動車子幫助汽車發動，而被火槍手追擊燒死。
手里拿着道爾的M4步枪的史考莉开车衝進了伦敦地铁来躲避攻擊的AH-64阿帕契直昇機，那些孩子们步行跟隨著她。在黑暗中，她使用步枪的夜视功能，但眾人还是走散，史考莉遭到唐的埋伏而身亡，唐也攻击了安迪并且咬傷了他。譚美开枪射击唐并拯救了安迪，但他还是被感染。安迪像其母亲一样並無狂暴的攻擊性症状，但眼睛也出現感染後的出血症狀。后来他们来到温布利球场，佛林驾驶直升机帶走他們撤出，去往法國。28天後，三人下落不明。他們乘坐的直升機已著陸，機上的對講機仍然開著，傳出其他人的求救聲。镜头切換，大批僵尸從地下隧道跑出來，穿過夏樂宮，面前則是巴黎鐵塔。

## 演員
- 羅勃·卡萊爾飾演唐（Don）：譚美與安迪的父親。
- 蘿絲·拜恩飾演史考莉（Scarlet）：美國醫療官。
- 杰瑞米·雷纳飾演道爾（Doyle）：三角洲部隊狙擊手。
- 哈羅·佩里紐飾演佛林（Flynn）：美国陆军第160特种作战航空团飛行員。
- 伊莫珍·波茨飾演譚美（Tammy）：唐與愛麗絲的女兒。
- Mackintosh Muggleton安迪（Andy）：唐與愛麗絲的兒子。
- 嘉芙蓮·麥高瑪飾演愛麗絲（Alice）：譚美與安迪的母親。
- 伊德瑞斯·艾尔巴飾演史東（Stone）：負責第一區的美國將軍。

## 製作與發行
2006年9月1日，電影製片廠正式宣佈在倫敦拍演《28週後》。
在播出這部電影之前，美國電影協會向《28週後》給予「R」的等級，表示電影內容涉及嚴重暴力和血腥鏡頭，以及一些言語不潔和裸露場面。電影在英國被評為"(18)"等級，而在香港則被評為III級（只准18歲以上人士觀看）。電影已在美國公映了約2000次。

## 獎項
榮獲美國電視台Spike TV主辦的2007年度尖叫頒獎禮Scream Awards最佳驚懼電影獎。

## 外部連結
- 互联网电影数据库（IMDb）上《28週後》的资料（英文）
- 爛番茄上《28週後》的資料（英文）
- AllMovie上《28週後》的资料（英文）
- Box Office Mojo上《28週後》的資料（英文）
- Metacritic上《28週後》的資料（英文）